# Campionat del Món de Trial indoor 1993
|  | Per al campionat del món a l'aire lliure d'aquell any, vegeu Campionat del Món de Trial 1993 |

La temporada de 1993 del Campionat del Món de Trial indoor, anomenat oficialment FIM Indoor Grand Prix, fou la 1a edició d'aquest campionat, organitzat per la FIM. El calendari oficial constava de 14 proves puntuables, celebrades entre el 7 de novembre de 1992 i el 20 de març de 1993. Quatre de les proves programades es disputaren als Països Catalans: València (7 de novembre), Girona (13 de novembre), Canillo (12 de desembre) i Barcelona (5 de febrer).
Tommi Ahvala va guanyar amb l'Aprilia el campionat, esdevenint així el primer campió del món de l'especialitat, un any després d'haver guanyat el títol mundial de trial a l'aire lliure. El finlandès va obtenir tres victòries al llarg de la temporada, una menys que Jordi Tarrés i tantes com Bruno Camozzi i Diego Bosis, però va protagonitzar una temporada molt consistent, amb nombrosos podis, mentre que els seus rivals o bé van perdre's algunes proves (cas de Tarrés i Camozzi) o bé no van ser tan regulars, com ara Bosis, que va obtenir diversos resultats fluixos.
Diversos pilots destacats van canviar de marca durant la temporada: Marc Colomer va passar de Montesa a Beta; Tarrés, de Beta a Gas Gas; Amós Bilbao, de Gas Gas a Montesa; Donato Miglio, d'Aprilia a Gas Gas; Bruno Camozzi, de Fantic a Scorpa; Joan Pons, de Beta a Gas Gas i Thierry Michaud, d'Aprilia a Montesa.

## Denominacions
El nom inicial del campionat, FIM Indoor Grand Prix, es va mantenir així fins que el 1997 es va canviar pel de FIM Indoor World Cup. A partir de 1998, el campionat ja es va anomenar oficialment FIM Indoor Trial World Championship, un nom que va durar fins que, el 2011, es va canviar per l'actual de FIM X-Trial World Championship.

## Sistema de puntuació
S'establí un barem de puntuació que atorgava punts als 10 primers classificats de cada prova, variant-ne la quantitat en funció del grup (A o B) en què estigués enquadrada la prova en concret. El sistema de puntuació era doncs el següent:
| Posició      | 1   | 2  | 3  | 4  | 5  | 6  | 7  | 8  | 9  | 10 |
| Punts Grup A | 100 | 85 | 75 | 65 | 55 | 50 | 45 | 40 | 35 | 30 |
| Punts Grup B | 40  | 34 | 30 | 26 | 22 | 20 | 18 | 16 | 15 | 14 |

## Calendari
| Ronda | Data           | Any  | Grup | Prova     | Lloc          | Guanyador     |
| ----- | -------------- | ---- | ---- | --------- | ------------- | ------------- |
| 1     | 7 de novembre  | 1992 | A    | Espanya   | València      | Tommi Ahvala  |
| 2     | 13 de novembre | 1992 | A    | Espanya   | Girona        | Diego Bosis   |
| 3     | 15 de novembre | 1992 | A    | Itàlia    | Torí          | Bruno Camozzi |
| 4     | 2 de desembre  | 1992 | A    | Espanya   | Granada       | Diego Bosis   |
| 5     | 12 de desembre | 1992 | A    | Andorra   | Canillo       | Tommi Ahvala  |
| 6     | 19 de desembre | 1992 | B    | Finlàndia | Hèlsinki      | Tommi Ahvala  |
| 7     | 9 de gener     | 1993 | A    | Espanya   | Sant Sebastià | Diego Bosis   |
| 8     | 15 de gener    | 1993 | A    | França    | Tolosa        | Jordi Tarrés  |
| 9     | 22 de gener    | 1993 | A    | França    | Marsella      | Bruno Camozzi |
| 10    | 5 de febrer    | 1993 | A    | Espanya   | Barcelona     | Jordi Tarrés  |
| 11    | 13 de febrer   | 1993 | B    | Alemanya  | Sinsheim      | Bruno Camozzi |
| 12    | 19 de febrer   | 1993 | A    | França    | Lo Canet      | Jordi Tarrés  |
| 13    | 6 de març      | 1993 | A    | França    | Paris-Bercy   | Jordi Tarrés  |
| 14    | 20 de març     | 1993 | A    | Espanya   | Oviedo        | Ángel García  |

## Classificació final
| Posició | Pilot           | Motocicleta     | Punts |
| ------- | --------------- | --------------- | ----- |
| 1       | Tommi Ahvala    | Aprilia         | 973   |
| 2       | Diego Bosis     | Fantic          | 863   |
| 3       | Marc Colomer    | Montesa/Beta    | 845   |
| 4       | Jordi Tarrés    | Beta/Gas Gas    | 825   |
| 5       | Amós Bilbao     | Gas Gas/Montesa | 800   |
| 6       | Donato Miglio   | Aprilia/Gas Gas | 481   |
| 7       | Bruno Camozzi   | Fantic/Scorpa   | 425   |
| 8       | Ángel García    | Gas Gas         | 265   |
| 9       | Joan Pons       | Beta/Gas Gas    | 195   |
| 10      | Thierry Michaud | Aprilia/Montesa | 160   |
|         |                 |                 |       |
| 15      | Lluís Gallach   | Alfer           | 40    |